# Charles Burns
Charles Burns (Washington, 27 settembre 1955) è un fumettista e illustratore statunitense.

## Biografia

### Fumetti
I primi lavori di Charles Burns comprendono illustrazioni per l'etichetta discografica Sub Pop Records e per l'Another Room Magazine di Oakland ma è diventato figura di rilievo quando i suoi comics sono stati pubblicati per la prima volta su RAW, storico magazine avanguardistico di fumetti fondato nel 1980 da Françoise Mouly e Art Spiegelman. Nel 1982, Burns realizzò la copertina di RAW #4. La RAW Books ha inoltre pubblicato due libri di Burns nella collana RAW One-Shots: Big Baby e Hard-Boiled Defective Stories. Nel 1994 ha vinto il premio Pew Fellowships in the Arts. Nel 1999 i suoi lavori sono stati esposti alla Pennsylvania Academy of the Fine Arts.
La maggior parte dei racconti di Burns, pubblicati su vari supporti nel corso dei decenni, sono stati successivamente raccolti nei tre volumi della "Charles Burns' Library" (copertine rigide su Fantagraphics Books): El Borbah (1999), Big Baby (2000), e Skin Deep (2001). (Un quarto e ultimo volume, Bad Vibes, non ancora pubblicato, completerebbe la raccolta dei fumetti antecedenti a Black Hole della "Charles Burns' Library". È stato poi affermato che Burns non sia in possesso di abbastanza materiale per un quarto volume.)
Dal 1993 al 2004 ha pubblicato in serie i dodici capitoli del graphic novel Black Hole (dodici pubblicazioni su Kitchen Sink Press e Fantagraphics Books). La serie è stata raccolta in un unico volume nel 2005 e in Italia fu pubblicato da Coconino Press nel 2007. Black Hole, considerato uno dei capolavori del fumetto alternativo, è citato nel film Apes Revolution - Il pianeta delle scimmie.
Charles Burns è uno dei sei registi del film d'animazione collettivo Peur(s) du noir - Paure del buio, uscito nel 2007. Gli altri registi sono Blutch, Marie Caillou, Pierre Di Sciullo, Lorenzo Mattotti e Richard McGuire.
Nell'Ottobre del 2010, Burns ha realizzato la prima parte di una trilogia, X'ed Out. La seconda parte della nuova serie, The Hive, è stata pubblicata nel 2012. Sugar Skull, il volume finale, è stato pubblicato nell'autunno del 2014. I tre volumi sono apparsi in Italia con Rizzoli Lizard.

### Illustrazione
I lavori di Burns comprendono anche illustrazioni come quelle per l'album di Iggy Pop, Brick by Brick. L'opera di Burns è stata anche concessa in licenza a The Coca-Cola Company per l'illustrazione di prodotti e materiale pubblicitario di OK Soda, poi tolto dal mercato. Più di recente, si è occupato di campagne pubblicitarie per Altoids e di ritratti per il magazine The Believer. Nei primi anni '90, le sue storie apparse in Dogboy sono state adattate da MTV a serie live-action per la Liquid Television. Nel 1991, il coreografo Mark Morris lo ha commissionato per creare delle illustrazioni che sono state poi utilizzate come base per la sua versione de Lo Schiaccianoci di Čajkovskij, intitolato The Hard Nut. Lo stile di Burns è stato fonte di ispirazione per l'artwork – realizzato da Martin Ander – di Fever Ray, progetto solista di Karin Dreijer del duo elettropop svedese The Knife.

## Charles Burns e l'Italia
Tra i capiscuola della scena indipendente statunitense, negli anni Ottanta aderisce anche al progetto bolognese dei Valvoline Motorcomics (composto da Brolli, Carpinteri, Kramsky, Igort, Jori, Lorenzo Mattotti), che coincide con un periodo di permanenza in Italia grazie al quale pubblica sulle riviste Frigidaire, Alter Alter, Dolce vita e Fuego.

## Opere edite in Italia

### Fumetti
- Black Hole. Coconino Press, 2007
- Big Baby. Coconino Press, 2009
- X'ed Out. Rizzoli Lizard, 2011
- The Hive. Rizzoli Lizard, 2012
- Sugar Skull. Rizzoli Lizard, 2016
- Skin Deep, Oblomov Edizioni, 2018
- El Borbah, Oblomov Edizioni, 2018
- Labirinti, Coconino Press, 2020